# Oleksij Dovhyj
Oleksij Volodymyrovyč Dovhyj (in ucraino Олексій Володимирович Довгий?; Kiev, 2 novembre 1989) è un calciatore ucraino, centrocampista dello Zagłębie Sosnowiec.

## Caratteristiche tecniche
È un mediano.

## Carriera
Cresciuto nel settore giovanile della Dinamo Kiev, dal 2006 al 2010 ha disputato 45 incontri con la terza squadra del club. L'8 luglio 2011, con la maglia dell'Oleksandrija, ha esordito in Prem"jer-liha in occasione dell'incontro vinto 1-0 contro il Vorskla.

## Palmarès

### Club
- Campionato ucraino di seconda divisione: 1

Oleksandrija: 2010-2011